# علي دانايي فرد
علي دانايي فرد (بالفارسية: علی دانایی‌فرد) هو لاعب كرة قدم إيراني، ولد في 1 سبتمبر 1921 في إيران، وتوفي في 5 نوفمبر 1979 في طهران في إيران. لعب مع نادي استقلال طهران.